# Villa romana di Negrar
La villa romana di Negrar, conosciuta anche come villa dei mosaici, è un'aerea archeologica situata a Negrar di Valpolicella (in provincia di Verona), consistente in una villa romana quasi totalmente riportata alla luce e visitabile. Il complesso, realizzato nella seconda metà del IV secolo, doveva appartenere a quel genere di ville rustiche che combinavano funzioni residenziali e produttive.

## Storia della villa

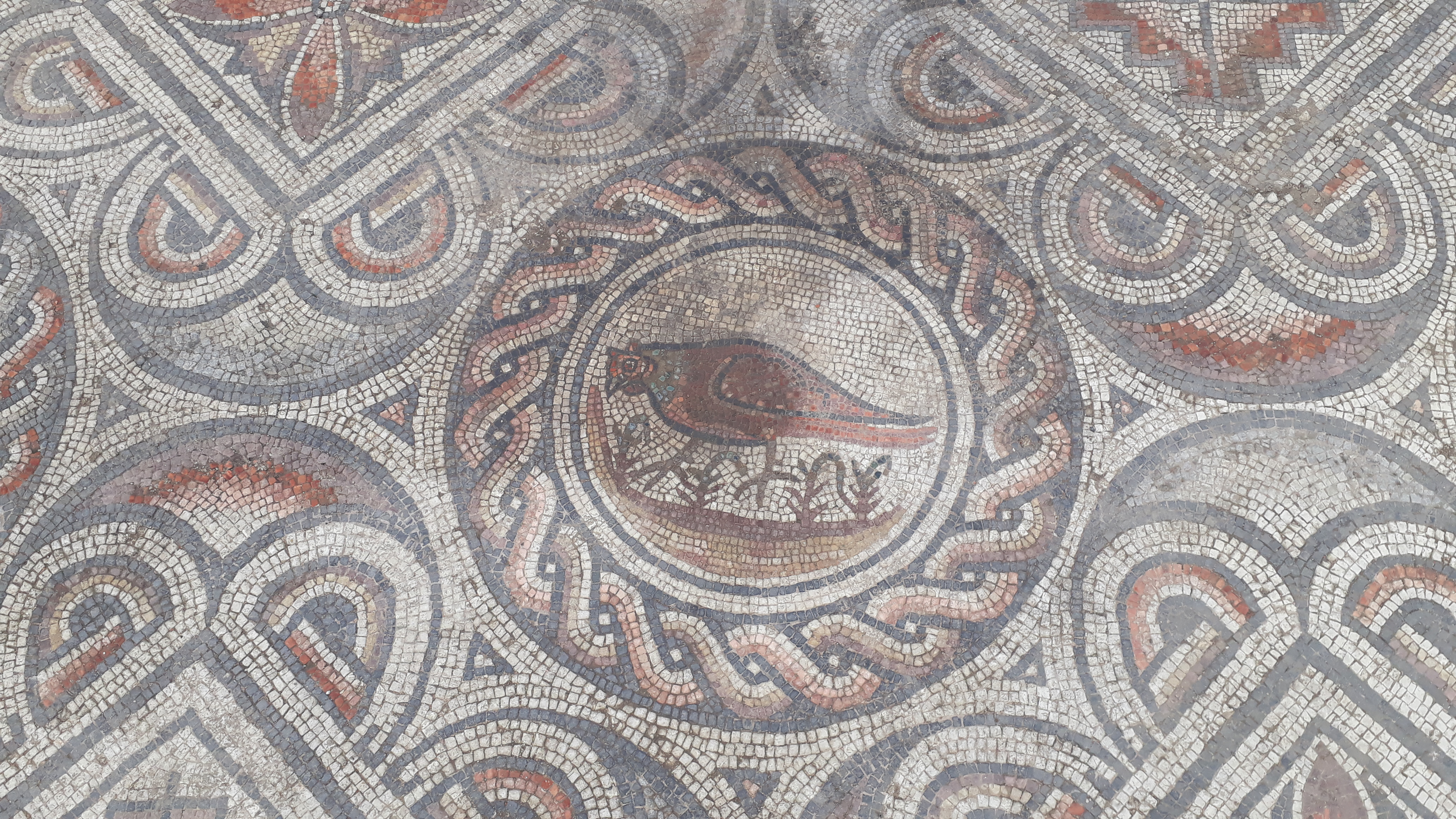
Uno dei pavimenti rinvenuti

La villa romana di Negrar è sorta in epoca tardo imperiale, probabilmente nella seconda metà del IV secolo, sebbene siano state trovate in loco reperti più antichi. È molto probabile che fosse una delle numerose dimore di campagna costruite dai membri più facoltosi della società dell'epoca, che spesso si trasferivano nelle zone rurali per sfuggire all'insicurezza delle città. Le ville servivano anche come centri agricoli per la gestione delle terre e delle attività produttive, oltre a essere simboli di prestigio e ricchezza per l'élite.
La villa negrarese subì varie trasformazioni e, pur cadendo in parziale rovina e subendo incendi, continuò ad essere abitata e riutilizzata fino all'epoca alto medievale. L'abbandono definitivo avvenne nei secoli finali dell'alto medioevo e nel periodo successivo l'area, disposta su terrazzi, venne destinata ad uso agricolo; ciò durò fino all'età moderna quando, per via di consistenti episodi colluviali, venne definitivamente sepolta sotto un notevole riporto di sedimenti.

## Storia dello scavo

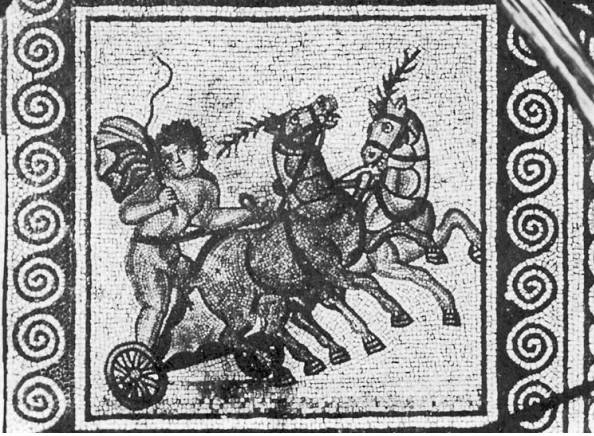
Mosaico rinvenuto nel 1887

Le prime tracce dei resti vennero scoperte nel 1887 durante lavori agricoli. In particolare, venne alla luce un pavimento a mosaico in cui, all'interno di un quadro, era raffigurato un putto che guida una biga trainata da due cavalli. Ulteriori scavi permisero di trovare altre due porzioni del pavimento con un altro mosaico figurativo (una scena con tre figure) e uno geometrico. Questi ritrovamenti vennero acquistati dal comune di Verona ed esposti al museo civico, oggi museo archeologico al teatro romano.
Ulteriori lavori agricoli intrapresi nel 1922 portarono alla scoperta di altri mosaici, convincendo la soprintendenza archeologica a compiere uno scavo sistematico del sito, diretto dall'archeologa Tina Campanile. L'area interessata dallo studio, di circa 270 mq, riguardava quella che doveva essere la parte residenziale (pars urbana) della villa, permettendo di scoprire ulteriori mosaici pavimentali policromi in ottimo stato di conservazione.
Nel 1975, poco distante dagli scavi precedenti, venne trovato un altro pavimento a mosaico che permise di identificare il vestibulum, ossia l'ingresso della villa.

## Descrizione

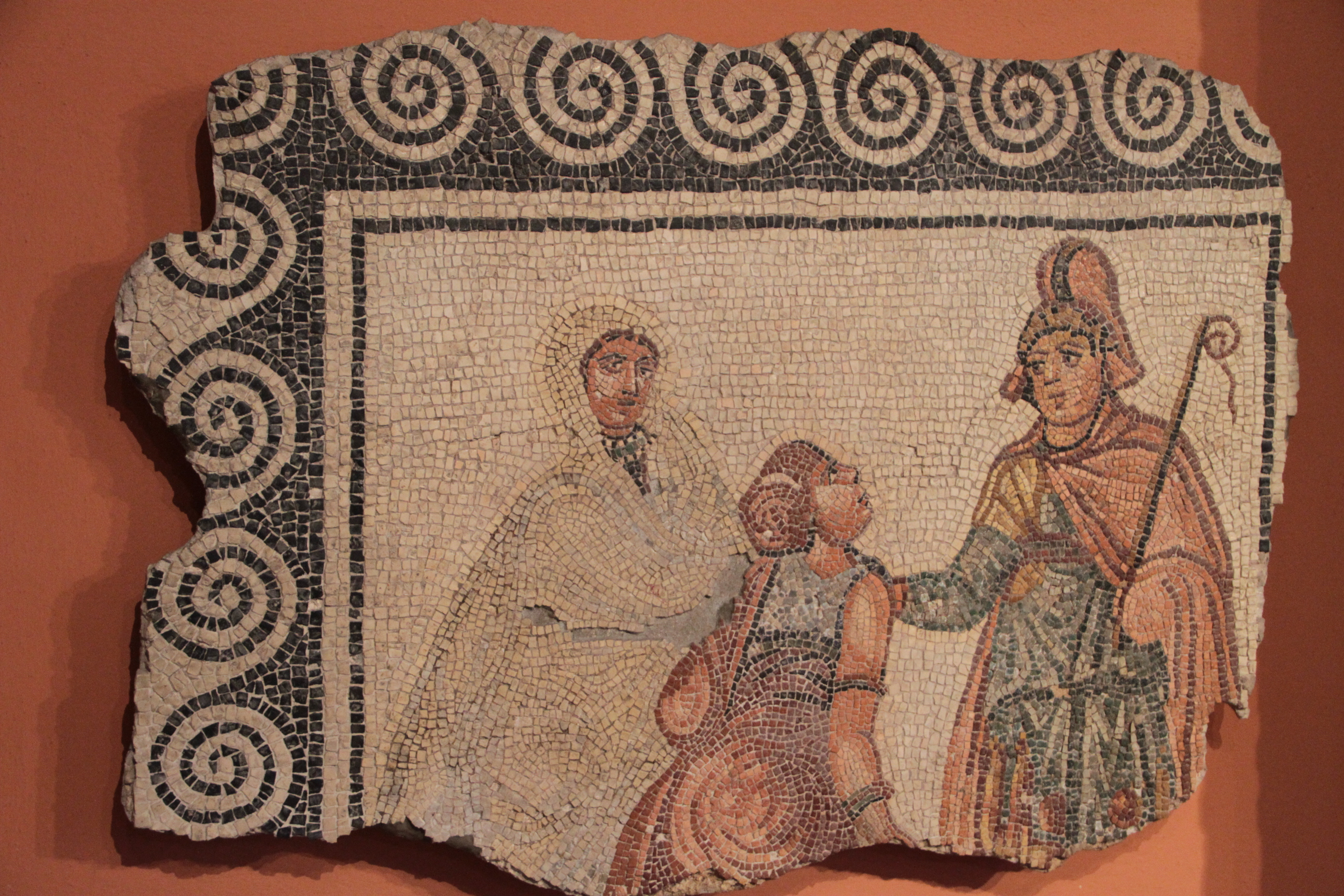
Parte del mosaico ritrovato e ora custodito al museo archeologico al teatro romano

La villa rustica si sviluppava su una superficie di circa 3500 m2 ed era dotata di una pars rustica adibita ad azienda agricola e di una pars urbana, ossia la vera e propria parte residenziale articolata attorno a un giardino centrale.

### Mosaici
I temi raffigurati sui mosaici conservati al museo archeologico al teatro romano di Verona spaziano dai giochi circensi (l'amorino che guida la biga), alle scene teatrali a tema mitologico (il mosaico sembra riferirsi al mito di Penelope: le tre figure vengono interpretate come Penelope auriga con la futura sposa Ippodamia e una donna supplicante, forse la madre della sposa) ai motivi ornamentali astratti (onde di pelte).

## Galleria d'immagini

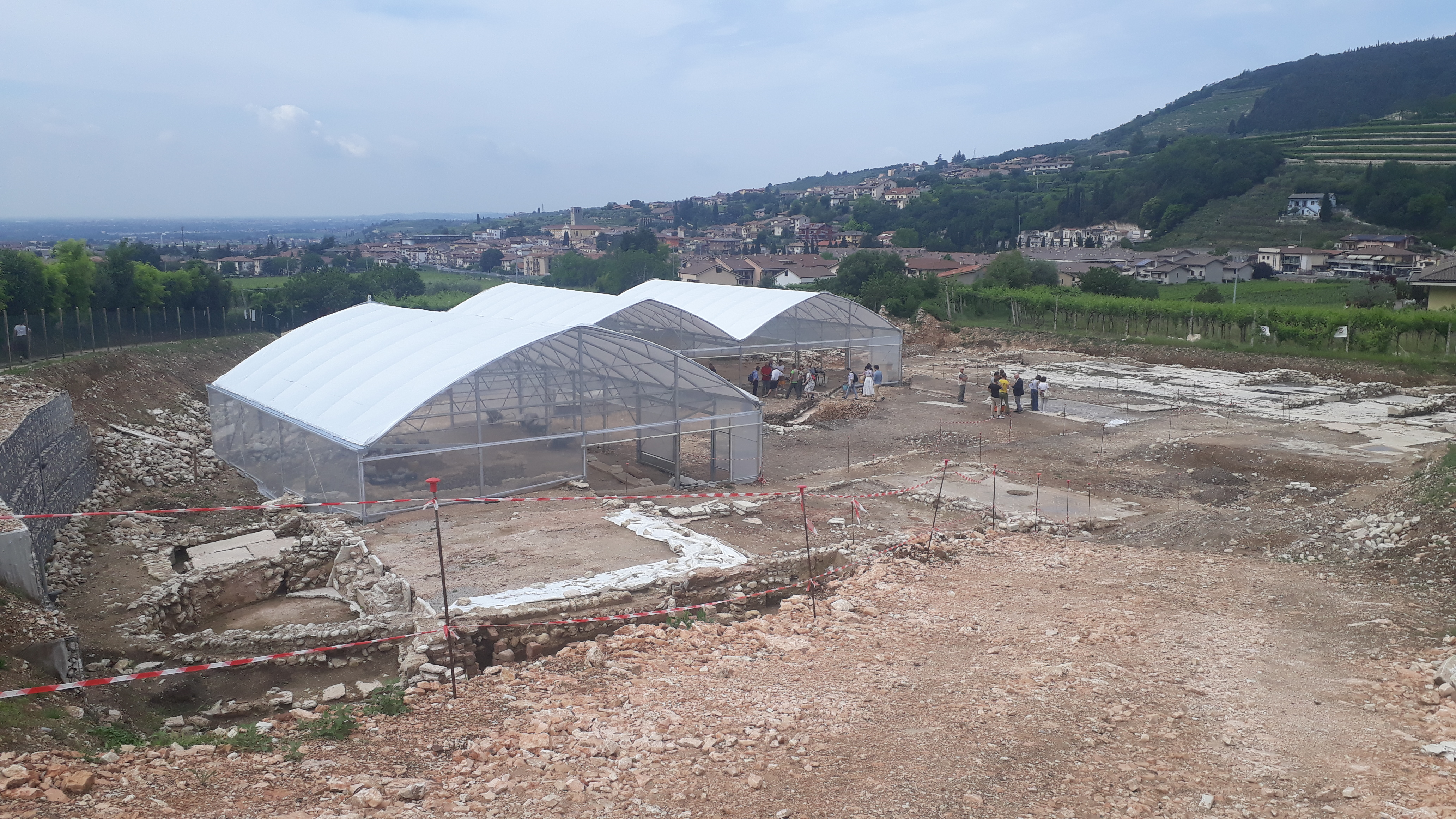
Il sito archeologico
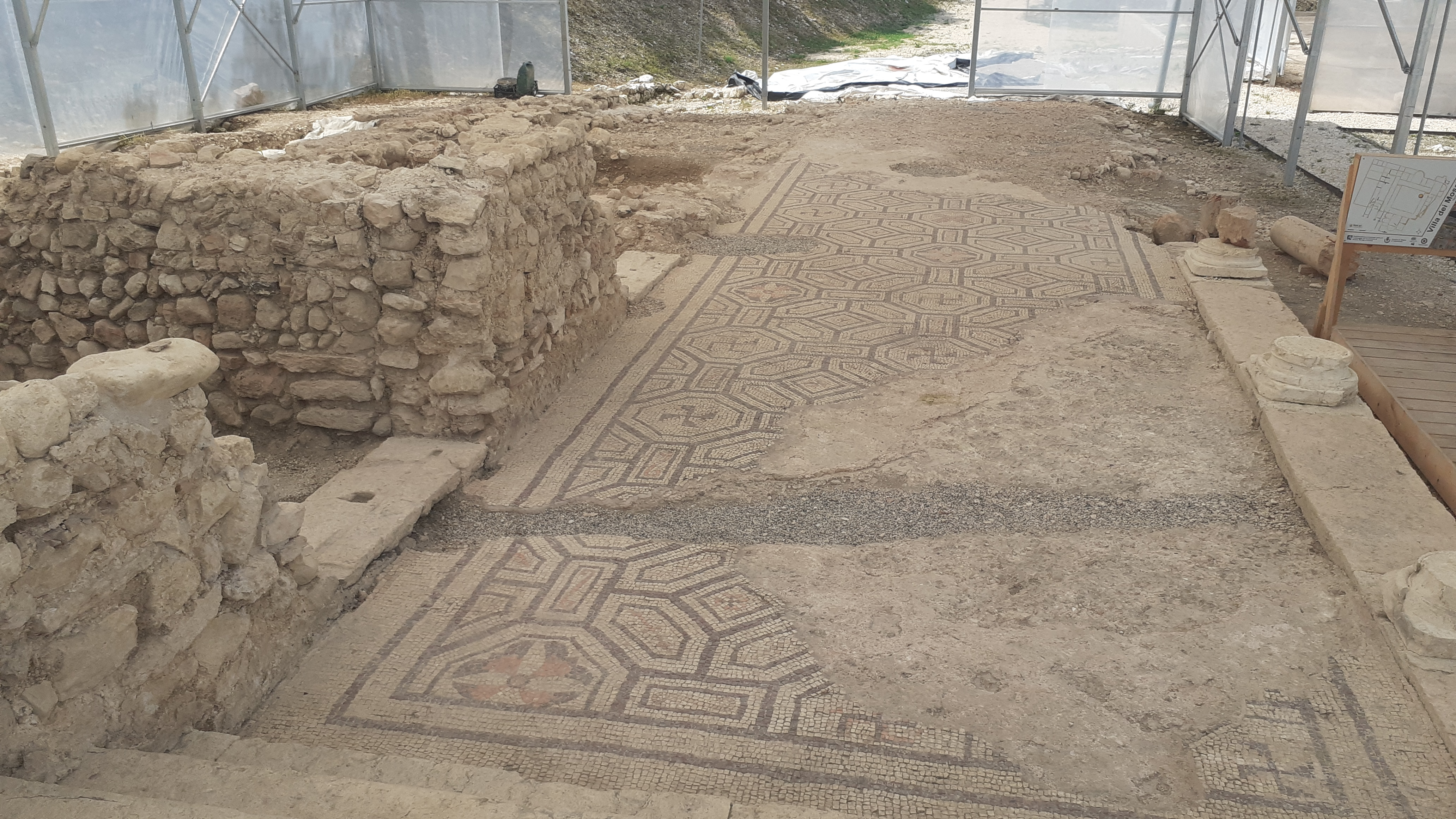
Un pavimento a mosaico
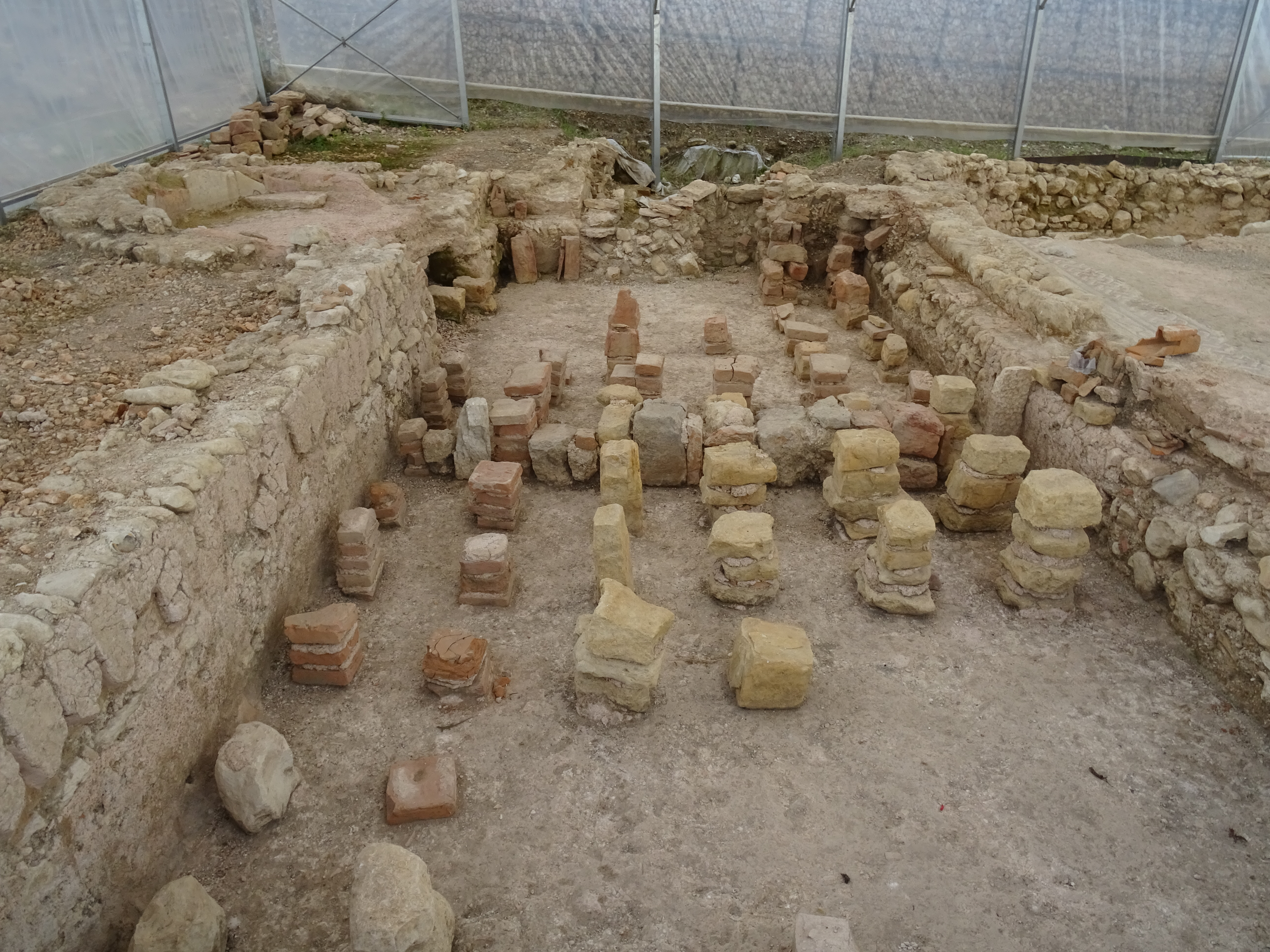
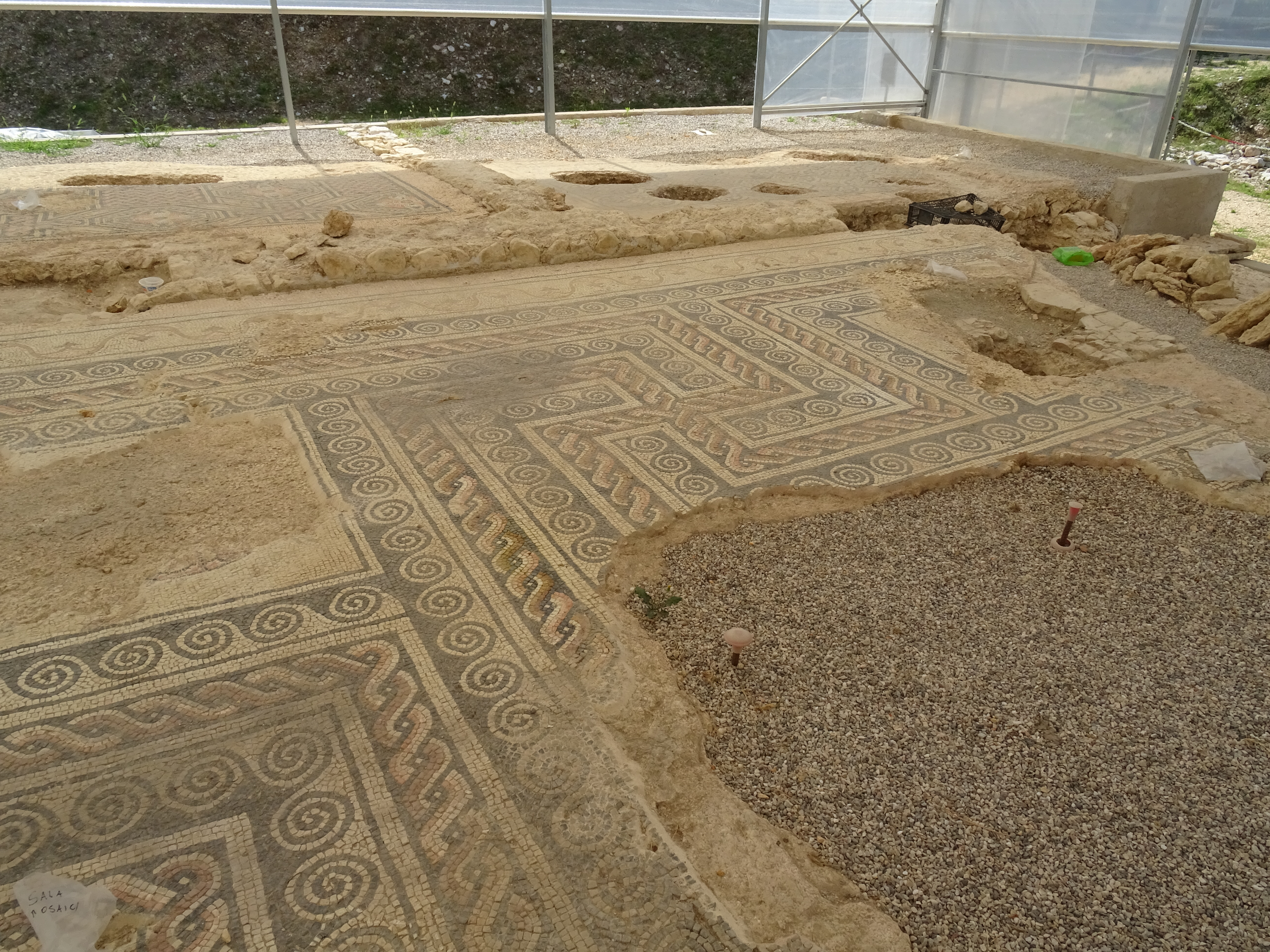
Particolare del pavimento